# Josef Lenzenweger
Josef Lenzenweger (* 13. Februar 1916 in Weyer (Oberösterreich); † 20. Februar 1999 in Wien) war ein österreichischer römisch-katholischer Kirchenhistoriker.

## Leben
Von 1975 bis 1987 lehrte er als Ordinarius für Kirchengeschichte an der Katholisch-Theologischen Fakultät in Wien. Zuvor war er ab 1965 Professor für Kirchengeschichte an der Ruhr-Universität Bochum. Im Oberösterreichischen Landesarchiv wird sein wissenschaftlicher Nachlass verwahrt.

## Schriften (Auswahl)
- Berthold, Abt von Garsten (= Forschungen zur Geschichte Oberösterreichs. Band 5). Hermann Böhlaus Nachfolger, Graz 1958, OCLC 5244212.
- Sancta Maria de Anima. Erste und zweite Gründung. Herder, Wien/Rom 1959, OCLC 73533443.
- Der Kampf um eine Hochschule für Linz (= Schriftenreihe des Institutes für Landeskunde von Oberösterreich. Band 15). Oberösterreichischer Landesverlag, Linz 1963, OCLC 797508378.
- Personen und Institutionen. Beiträge zur Geschichte der Kirche in Oberösterreich (= Schriftenreihe des Oberösterreichischen Musealvereines. Band 18). Oberösterreichischer Musealverein, Linz 2001, ISBN 3950627057.

Als Herausgeber:
- mit Peter Stockmeier, Karl Amon, Rudolf Zinnhobler: Geschichte der katholischen Kirche. Ein Grundkurs.
  - Verlag Styria, Graz/Wien/Köln 1986, ISBN 3-222-11647-4.
  - St.-Benno-Verlag, Leipzig 1989, ISBN 3-7462-0384-8.
  - Verlag Styria, Graz/Wien/Köln 1990, ISBN 3-222-11894-9.
  - 3. verbesserte und ergänzte Auflage, Verlag Styria, Graz/Wien/Köln 1995, ISBN 3-222-12316-0.
- Historia de la Iglesia católica. Herder, Barcelona 1989, ISBN 84-254-1617-5.
- Bruno Primetshofer zum 60. Geburtstag (= Österreichisches Archiv für Kirchenrecht. Jahrgang 38, Heft 1), Verlag Verband Wissenschaftlicher Gesellschaften Österreichs, Wien 1989, OCLC 214197071.